# Hyssopus sanninoideae
Hyssopus sanninoideae är en stekelart som först beskrevs av Girault 1917.  Hyssopus sanninoideae ingår i släktet Hyssopus och familjen finglanssteklar. Inga underarter finns listade i Catalogue of Life.